# ディエゴ・マグダレノ
ディエゴ・マグダレノ（Diego Magdaleno、1986年10月28日 - ）は、アメリカの男性プロボクサー。カリフォルニア州ロサンゼルス出身。弟はヘスス・マグダレノ。

## 来歴
父親がサッカーファンだったことで、ディエゴ・マラドーナから名前をつけた。8歳でボクシングを始める。

### アマチュア時代
2004年、オリンピック国内予選選考会にフェザー級(57kg)で出場するが1勝も出来ずに敗退した。
2006年、ナショナルゴールデングローブにライト級(60kg)で出場するが準々決勝で敗退した。
2007年、全米選手権にライト級(60kg)で出場して優勝。オリンピック国内予選選考会にライト級(60kg)で出場するがテレンス・クロフォードとミゲル・ゴンザレスに敗れ、1勝も出来ずに敗退した。
アマチュアの戦績は130戦116勝14敗。

### プロ時代
2007年12月20日、4回3-0(3者とも40-36)の判定勝ちで白星でプロデビューを飾った。
2008年6月26日、アンヘル・ロドリゲスと対戦し4回3-0(3者とも40-36)の判定勝ち。
2009年5月1日、ラスベガスのハードロック・ホテル・アンド・カジノ内ザ・ジョイントでファン・サンティアーゴと対戦し初回にダウンを奪われたが、落ち着いて形勢逆転。12回3-0(40-37、39-36、39-37)の判定勝ち。
2009年11月13日、マンダレイ・ベイ・イベント・センターでホセニルソン・ドス・サントスと対戦し8回3-0(2者が78-74、77-75)の判定勝利。
2010年9月11日、パームスでカルロス・オリベイラと対戦し2回にダウンを奪うと5回にはオリベイラをグロッキーにしてさらに連打をまとめるとレフェリーがストップ。5回1分13秒TKO勝ち。
2010年11月6日、MGMグランドでデリック・カンポスと対戦し初回と3回にダウンを奪うと最後は連打で一気にレフェリーストップに持ち込んだ。4回1分15秒TKO勝ち。
2011年1月22日、テキサス・ステーション・カジノでマルコス・レオナルド・ヒメネスとNABF北米スーパーフェザー級王座決定戦を行い初回にダウンを奪うと最後はレフェリーがストップ。5回終了時TKO勝ちで王座獲得に成功した。
2011年5月6日、マンダレイ・ベイ・イベント・センターでギルベルト・サンチェス・レオンと対戦し2回にダウンを奪うと3回に2度ダウンを追加し、2度目のダウンでレフェリーがストップ。3回49秒TKO勝ちで初防衛に成功した。
2011年7月5日、テキサス・ステーション・カジノでアレハンドロ・ペレスと対戦し初回にダウンを奪われるが、2回にペレスがローブローで減点されるとペースを持ち直し10回3-0(98-90、99-90、98-91)の判定勝ちで2度目の防衛に成功した。
2011年11月11日、マンダレイ・ベイ・イベント・センターでエマヌエル・ルセロと対戦し7回にダウンを奪うと終始一方的な展開になり10回3-0(100-89、100-88、100-87)の判定勝ちで3度目の防衛に成功した。
2012年3月23日、フェルナンド・ベルトランと対戦し7回2分28秒TKO勝ちで4度目の防衛に成功した。
2012年8月4日、テキサス・ステーション・カジノでアントニオ・ダビスと対戦し4回2分59秒TKO勝ちで5度目の防衛に成功した。
2013年4月6日、マカオのザ・ベネチアン・マカオ内コタイ・アリーナで世界初挑戦。WBO世界スーパーフェザー級王者ローマン・マルチネスと対戦し4回にダウンを奪うも12回1-2(112-115、113-114、116-111)の判定負けでキャリア初黒星が付き王座獲得に失敗した。
2014年2月15日、ホルヘ・パゾスと対戦し3回と4回にダウンを奪い最後はボディーフックでカウントアウト。4回2分27秒KO勝ちで再起2連勝を飾った。
2014年5月17日、カリフォルニア州イングルウッドのグレート・ウェスタン・フォーラムでファン・マヌエル・マルケス対マイク・アルバラードの前座で、オスカル・ブラボと対戦し4回にダウンを奪い8回3-0(80-71が2者、79-72)の判定勝ちを収めた。
2014年8月3日、IBF世界スーパーフェザー級王座への挑戦権をかけて、同級2位のマイケル・ファレナスと対戦するようIBFから命令が出される。
2015年10月10日、マンチェスターのマンチェスター・アリーナでWBO世界ライト級王者テリー・フラナガンと対戦したが2回に3度ダウンを奪われた後にロングフックで一気に畳み掛けられレフェリーストップ。2回2分38秒キャリア初のKOで敗れ念願の王座獲得に失敗した。
2016年2月、所属していたボブ・アラムのトップランク社を解雇される。

## 獲得タイトル
- NABF北米スーパーフェザー級王座